# Megachile analis
Megachile analis ist eine Art aus der Gattung Megachile (Blattschneider- und Mörtelbienen) aus der Ordnung der Hautflügler.

## Merkmale
Die mittelgroßen Bienen sind schwarz mit gelbbrauner bis weißer Behaarung, auf dem mittleren Rücken mit schwarzhaariger Querbinde. Das Scutellum ist stark beulig erhaben und glänzend. Die 10 bis 14 mm großen Weibchen haben einen größeren Fleck weißer kurzer filziger Behaarung auf dem 6. Tergit, oft auch auf dem Rand des 5. Tergits oder sind ganz weiß behaart. Die Scopa ist rot, auf dem 6. Segment schwarz, oft auch auf dem 4. und 5. Segment. Megachile analis künnemanni ist auf dem 3. bis 5. Tergit schwarzbraun, sonst überwiegend gelbbraun behaart.
Die 10 bis 11 mm großen Männchen besitzen weißgelb gefärbte, nur wenig verbreiterte Vordertarsen.

## Verbreitung
Megachile analis ist in mehreren Unterarten boreomontan von Mittel- und Nordeuropa über Mittelasien und Sibirien bis zur Pazifikküste Ostasiens verbreitet. In Mitteleuropa und Südeuropa wurde sie in Mittel- und Hochgebirgen wie in den Alpen, den Pyrenäen, dem Kantabrischen Gebirge, der Sierra Nevada, in Gebirgen der Balkanhalbinsel und Anatoliens festgestellt.

## Lebensweise
Megachile analis lebt wie die meisten anderen Blattschneiderbienenarten solitär. Die Flugzeit beginnt im Juni und endet im August. Angeflogen werden die Blüten von Glocken-Heide, Klee, Hornklee, Wicken und Glockenblumen.
Megachile analis nistet im Erdboden, sowohl in Sandböden als auch in Moränenschutt. Zum Bau der Brutzellen werden Streifen von Birkenrinde und Ausschnitte von Birken- und Eichenlaub verwendet.

## Taxonomie
Da die Weibchen von Megachile analis im Gegensatz zu den Männchen in der Farbe der Behaarung variieren, wurden verschiedene Unterarten beschrieben. Diese sind oft nicht durch weitere Merkmale begründet. Zu den beschriebenen Formen gehören:
- Megachile analis künnemanni (Alfken, 1897), Mitteleuropa
- Megachile analis cana (Alfken, 1930), nördlicher Pamir
- Megachile analis ulangomensis (Tkalcú, 1988), Nordwesten der Mongolei
- Megachile analis turgensis (Tkalcú, 1988), Mongolei
- Megachile analis batsumberensis (Tkalcú, 1988), Mongolei
- Megachile analis angarensis (Cockerell, 1928), Sibirien, Abfluss der Angara aus dem Baikalsee
- Megachile analis chionura (Cockerell, 1924), Sibirien, Kudia